# Helfried Carl
Helfried Carl (* 1969 in Salzburg) ist ein österreichischer Diplomat. Carl war von 2014 bis 2019 österreichischer Botschafter in der Slowakei und ist Partner am Innovation in Politics Institut in Wien.

## Werdegang
Carl studierte Politikwissenschaften an der Universität Salzburg und postgradual an der Johns Hopkins University. Als Mitarbeiter des österreichischen Außenministeriums wurde Carl im Jahr 1999 stellvertretender Büroleiter von Wolfgang Petritsch. Von 2008 bis 2014 war Carl Büroleiter von Barbara Prammer.
Als österreichischer Botschafter in Bratislava engagierte er sich vor allem im Bereich der Kulturdiplomatie und initiierte unter anderem die Umgestaltung einer regulären Zuggarnitur in einen Kulturzug, der von Februar bis November 2018 zwischen Wien und Bratislava verkehrte, in Anlehnung an die historische Pressburger Bahn, im Projekt tram.
Analog zur Kulturhauptstadt Europas setzt er sich als Mitbegründer der Initiative European Capital of Democracy für die jährliche Kür einer europäischen Demokratiehauptstadt ein.
Carl ist im Vorstand der Österreichischen Gesellschaft für Europapolitik tätig.

## Schriften (Auszug)
- Vielklang. Barbara Prammer 60 Festschrift für Barbara Prammer zum 60. Geburtstag. Hrsg.: Helfried Carl, Gerhard Marschall, Reinhard Deutsch, Edition Ausblick, 2014, ISBN 978-3-903798-00-7.
- Thinking Inside the Box. Eight often Unpopular Things the International Community Should do and Talk About in Regard to Post-Conflict Peace-Building Missions in: Conflict and Renewal: Europe Transformed. Hrsg.: Hannes Swoboda, Christophe Solioz, Nomos, 2007, ISBN 978-3-8329-2843-8.